# Río Playas
Río Playas är en ort i Mexiko.   Den ligger i kommunen Las Choapas och delstaten Veracruz, i den sydöstra delen av landet, 600 km öster om huvudstaden Mexico City. Río Playas ligger 23 meter över havet och antalet invånare är 320.
Terrängen runt Río Playas är platt åt nordväst, men åt sydost är den kuperad. Runt Río Playas är det ganska glesbefolkat, med 29 invånare per kvadratkilometer. Närmaste större samhälle är Nueva Tabasqueña, 12,8 km sydväst om Río Playas. Omgivningarna runt Río Playas är en mosaik av jordbruksmark och naturlig växtlighet.